# Узурпаторката
Узурпаторката (на испански: La usurpadora) е мексиканска теленовела, режисирана от Беатрис Шеридан и продуцирана от Салвадор Мехия за Телевиса през 1998 г. Версията, написана от Карлос Ромеро, е базирана на едноименната венецуелска теленовела от 1972 г., която е въз основа на радионовелата El hogar que me robé, създадена от Инес Родена.
В главните роли са Габриела Спаник, изпълняваща две - положителна и отрицателна, и Фернандо Колунга, а в отрицателните роли са Шантал Андере, Хуан Пабло Гамбоа, Марио Симаро и Доминика Палета. Специално участие вземат първите актриси Либертад Ламарке, Магда Гусман и Силвия Дербес.
Теленовелата има безпрецедентен успех както в Мексико (с ежедневен рейтинг от 38.4), така и по света – излъчена е в 125 държави и преведена на 25 езика. Узурпаторката постига най-висок рейтинг за сериал в своя жанр в историята на телевизионните сериали.

## Сюжет
Паола Брачо е омъжена за Карлос Даниел Брачо, добър човек и бизнесмен, който има две деца от първия си брак, Карлитос и Лисет. Въпреки това, Паола се чувства отегчена от живота си като майка и съпруга, затова тя заминава за Канкун с любовника си Лусиано Алкантара.
В Канкун Паола се запознава с Паулина Мартинес, която работи в дамската тоалетна в елитен ресторант. Паулина има големи финансови затруднения, тя няма пари за лекарства на тежко болната си майка. Паола е изненадана от огромната прилика помежду им – физически са напълно идентични, и започва опити да убеждава Паулина да вземе нейната самоличност и да замине за Мексико при нейното семейство, за да може тя да се забавлява с любовника си, но Паулина категорично отказва. По време на посещението си на борда на кораб казино, Паола се запознава с Алесандро Фарина, милионер бизнесмен, който е заслепен от красотата ѝ и ѝ предлага да отиде с него на околосветско пътешествие. Паола вижда в това отличен повод да отиде с Алесандро. Паола принуждава Паулина да вземе нейната самоличност. При един удобен случай, в тоалетната на ресторанта, където работи Паулина, Паола хитро подхвърля гривната с изумруди и даманти, подарък ѝ от Алесандро, в чантата на Паулина. Паулина попада в капана на Паола, и тя няма друга възможност освен да изпълни желанието на Паола, като се добавят и последните събития в живота на Паулина, смъртта на майка ѝ, и че е изоставена от Освалдо, годеника ѝ. Така Паулина се превръща в „узурпаторка“ и сега е Паола Брачо. Вече завърнала се в Мексико, всички са изненадани от изненадващата и необичайна промяна на Паола, която в действителност е Паулина. Част от семейство Брачо мразят Паола – главно Естефания, сестра на Карлос Даниел, защото тя винаги е знаела за тайната връзка между Паола и Уили (съпруг на Естефания). Родриго и Патрисия (съответно брат и снаха на Карлос Даниел) не подкрепят омразата към Паола, защото искат да избегнат проблеми в семейството.
Паулина е самотна, таяща в себе си добри чувства към цялото семейство. По-късно, Карлос Даниел се влюбва в жена си, заради положителната промяна в нея, без да знае, че всъщност е влюбен в Паулина. Междувременно се появява Хема, далечна братовчедка на семейството, която се опитва постоянно да съблазни Карлос Даниел.
След изминаването на една година в дома на семейство Брачо, Паулина осъзнава, че е истински щастлива с тях. Но фарсът е разкрит, и Паулина е принудена да избяга. Баба Пиедад, матриархът в дома, първа започва да подозира за измамата. Бягството на Паулина има последствия, синът на Карлос Даниел, Карлитос, решава да отиде след нея, но изпада в безсъзнание далеч от дома, и затова е обявен за издирване от семейството му. Паола се зъвръща в дома си, объркана от промяната на семейството си, но все още поддържаща имиджа на примерна съпруга и майка.
Паулина отива при един стар приятел от Канкун, който ѝ предлага подслон и да работи в къщата, където се среща с Освалдо, бившия ѝ годеник, който вече е женен за Лурдес, господарката на дома. След като Паулина разбира, че Карлитос е издирван, тя предлага помощта си на Брачо.
Карлитос е още издирван, затова Паулина решава да се върне в дома на Брачо, твърдо решена да се сблъска с Паола, но последната е избягала отново с един от любовниците си, този път с Дъглас Малдонадо, милионер от Куернавака. След това се установява, че Карлитос е с Чабела и Луис Фелипе, скромни хора, които се грижат за него през цялото време. Единственият проблем е че Карлитос е изгубил паметта си.
Нещата стават по-сложни, когато Хема и Уили обвиняват Паулина в кражба, с което се разбира, че е Паулина Мартинес, а не Паола Брачо. Мерино, комендантът на полицията, разкрива, че Паулина и Паола са близначки, разделени като деца. Тази истина се разбира от писмо, изпратено от Филомена, съседка на Паулина от Канкун. Паула, майката на близначките, не е можела да се грижи за двете, оставя Паола пред един дом, където по-късно е приета в заможното семейство Монтанер, където тя се превръща във фриволна и капризна.
В женския затвор, Паулина се сблъсква със Сеновия, сестра на Чабела, която е арестувана и обвинена в изнудване на Брачо, заради отвличането на Карлитос. Това поддържа омразата и горичиваната ѝ към семейство Брачо. В затвора Паулина трябва да се изправи срещу съдбата си.
Паола претърпява инцидент в Монако, оставящ отпечатък в бъдещето ѝ, в едно от пътуванията ѝ самолетът се декомпресира, и тя е в кома в дълъг период от време. Семейството Брачо трябва да се грижи за нея, тъй като е с увреждания, придружена от Елвира, нейна съучастничка и несериозна медицинска сестра.
В процеса срещу Паулина се установява, че е невинна и е освободена. Паулина решава да се премести в хотел и Карлитос отива да живее с нея. Паулина започва връзка с адвоката си Едмундо Серано, за да забрави Карлос Даниел и заради зачитането на сестра си, за която той е още женен.
Паола умира в катастрофа заедно с медицинската си сестра, и Паулина най-накрая решава да се омъжи за Карлос Даниел.

## Актьори
- Габриела Спаник – Паулина Мартинес / Паола Монтенар де Брачо
- Фернандо Колунга – Карлос Даниел Брачо
- Либертад Ламарке – Баба Пиедад вдовица де Брачо
- Артуро Пениче – Едмундо Серано
- Шантал Андере – Естефания Брачо де Монтеро
- Хуан Пабло Гамбоа – Гиермо „Уили“ Монтеро
- Доминика Палета – Хема Дуран Брачо
- Марсело Букет – Родриго Брачо
- Джесика Хурадо – Патрисия де Брачо
- Пати Диас – Лалита
- Алехандро Руис – Леандро Гомес
- Анастасия – Вивиана Карийо де Гомес
- Антонио Де Карло – Освалдо Редендис
- Магда Гусман – Фиделина
- Нурия Бахес – Паула Мартинес
- Ниньон Севиля – Качита Сиенфуегос
- Джован Д'Анджело – Донато Д'Анджели
- Мария Луиса Алкала – Филомена Тамайо
- Тито Гисар – Дон Панчито
- Енрике Лисалде – Алесандро Фарина
- Силвия Дербес – Исабал „Чабела“ Рохас
- Силвия Каос – Сеновия Рохас
- Иран Еори – Лурдес де Ресендис
- Рене Муньос – Луис Фелипе Бенитес „Мохарес“
- Марио Карбалидо – Амадор
- Адриана Фонсека – Вероника Сориано
- Хайме Гарса – Комендант Мерино
- Асела Робинсън – Елвира
- Мигел де Леон – Дъглас Малдонадо
- Мече Барба – Абигайл Росалес
- Рафаел Амадор – Д-р Галисия
- Мигел Корсега – Браулио
- Ребека Манрикес – Хеновева Сармиенто
- Марикрус Нахера – Емилияна
- Анхелина Пелаес – Рикарда
- Мария Соларес – Лисет Брачо
- Умберто Елисондо – Силвано Пиня
- Хоеми Бланко – Клеменсия
- Андреа Гарсия – Селия Алонсо
- Едуардо Луна – Маурисио Артеага
- Серхио Мигел – Карлитос Брачо
- Ядира Карийо – Ракел
- Сара Монтес – Елойна
- Адриана Нието – Беатрис
- Джесика Саласар – Исабел Видал
- Лаура Сапата – Прокурор Сорайда Сапата
- Рената Флорес – Естела
- Консуело Дувал – Макрина Олвера
- Глория Морел – Доня Сенайда
- Мелба Луна – Доня Франсиска Ресендис
- Хулио Монтерде – Д-р Пераса
- Марио Симаро – Лусиано Алкантара
- Ектор Алварес – Фермин
- Клаудия Кастийо – Магнолия
- Найели Дайнсу – Питука
- Хесус Лара – Фелипе
- Педро Сикард – Мемо
- Емилиано Лисарага – Педро
- Габриела Тавела – Олинда
- Ирма Торес – Еулалия
- Фернандо Торес Лапам – Д-р Фулхенсио Мендиве
- Едуардо Ривера – Лари
- Габриела Карвахал – Адела
- Рикардо Ернандес – Секретар на съда
- Хавиер Еранс – Д-р Варела
- Ракел Морел – Каролина Карийо
- Карина Дупрес – Съдия
- Оскар Морели – Съдия Кастро
- Адалберто Пара – Администратор на ресторанта в Канкун
- Ектор Пара – Хуан Мануел Монтесинос
- Естер Риналди – Фабиола де Алкантара
- Фернандо Саенс – Майо
- Клаудия Вега – Оливия
- Мария Морена – Дубльорка на Габриела Спаник

## Премиера
Премиерата на Узурпаторката е на 9 февруари 1998 г. по Canal de las Estrellas. Последният 120. епизод е излъчен на 24 юли 1998 г.

## Екип
- Оригинална история – Инес Родена
- Версия и либрето – Карлос Ромеро
- Литературна редакция – Долорес Ортега
- Сценография – Хуан Антонио Сагредо
- Декор – Норма Брена
- Дизайн на костюми – Марта Летисия Ривера
- Музикална тема – La usurpadora
- Изпълнител – Пандора
- Музика – Хосе Антонио „Потро“ Фариас
- Музикален координатор – Луис Алберто Диасаяс
- Монтаж – Хуан Франко, Марко Антонио Роча
- Ръководител по монтажа – Адриан Фрутос Маса
- Асистент-монтажист – Алфредо Фрутос Маса
- Директори продукция – Сара Смит, Мануел Еспарса
- Координатори продукция – Аарон Гутиерес, Летисия Диас
- Асистент-продуценти – Тереса Кано, Белен Бланко, Дора Лус Рохас, Маурисио Аридхис, Фани Осорио, Хуана Нието
- Асистент-оператори – Фернандо Родригес, Емилио Уитрон
- Асистент-режисьори – Едуардо Саид (първа част), Емануел Дупрес (втора част)
- Режисьор в Европа – Габриел Васкес Булман (за първите епизоди)
- Продуцент – Натали Лартио
- Оператори в локация – Хесус Нахера Саро (първа част), Мануел Барахас, Алехандро Фрутос
- Режисьори в локация – Карина Дупрес (първа част), Едуардо Саид (втора част)
- Оператори – Ернесто Ареола, Хесус Нахера Саро, Хесус Акуня Лий (втора част)
- Режисьор – Беатрис Шеридан
- Изпълнителен продуцент – Салвадор Мехия

## Отвъд... узурпаторката
След Узурпаторката е излъчено продължължението Отвъд... узурпаторката, състоящо се от два епизода, което показва действието година след финала на главната история.

## Награди и номинации
Награди TVyNovelas (1999)
| Категория                                | Номиниран(а)                | Резултат   |
| ---------------------------------------- | --------------------------- | ---------- |
| Най-добра теленовела                     | Салвадор Мехия              | Номиниран  |
| Най-добра актриса в главна роля          | Габриела Спаник             | Номинирана |
| Най-добър актьор в главна роля           | Фернандо Колунга            | Номиниран  |
| Най-добър актьор в отрицателна роля      | Хуан Пабло Гамбоа           | Номиниран  |
| Най-добра актриса във второстепенна роля | Шантал Андере               | Номинирана |
| Най-добър актьор във второстеренна роля  | Марсело Букет               | Номиниран  |
| Най-добра първа актриса                  | Либертад Ламарке            | Номинирана |
| Най-добър оператор                       | Хесус Нахера Мануел Барахас | Печелят    |

## Версии
- Узурпаторката е версия на венецуелската теленовела La usurpadora, продуцирана за RCTV през 1972 г. С участието на Раул Амундарай и Марина Баура в ролята на близначките.
- През 1981 г. Телевиса г. създава теленовелата Домът, който откраднах, продуцирана от Валентин Пимстейн. С участието на Анхелика Мария и Хуан Ферара.
- През 1987 г. RCTV създава теленовелата La intrusa. С участието на Мариела Алкала и Виктор Камара.
- През 2012 г. RTI Producciones, Телевиса и Univision създават адаптацията Коя си ти?. С участието на Лаура Кармине и Хулиан Хил.
- През 2019 г. Телевиса създава свободната версия Узурпаторката, продуцирана от Кармен Армендарис, с участието на Сандра Ечеверия и Андрес Паласиос.

## В България
В България сериалът е излъчен на 7 май 2003 г. по Евроком, озвучен на български език. На 25 май 2016 г. започва повторно излъчване всеки делник от 19:00 ч. и приключва на 14 октомври 2016 г.